# Stanley Cup-slutspelet 1936
Boston Bruins vs. Toronto Maple Leafs
| Datum   | Hemma               | Mål | Borta               | Mål | Not |
| ------- | ------------------- | --- | ------------------- | --- | --- |
| 24 mars | Boston Bruins       | 3   | Toronto Maple Leafs | 0   |     |
| 26 mars | Toronto Maple Leafs | 8   | Boston Bruins       | 3   |     |

Toronto Maple Leafs vann kvartsfinalserien med 8-6 i målskillnad.
New York Americans vs. Chicago Black Hawks
| Datum   | Hemma               | Mål | Borta               | Mål | Not |
| ------- | ------------------- | --- | ------------------- | --- | --- |
| 24 mars | New York Americans  | 3   | Chicago Black Hawks | 0   |     |
| 26 mars | Chicago Black Hawks | 5   | New York Americans  | 4   |     |

New York Americans vann kvartsfinalserien med 7-5 i målskillnad.
Montreal Maroons vs. Detroit Red Wings
| Datum   | Hemma             | Mål | Borta             | Mål | Not       |
| ------- | ----------------- | --- | ----------------- | --- | --------- |
| 24 mars | Montreal Maroons  | 0   | Detroit Red Wings | 1   | sd 116.30 |
| 26 mars | Montreal Maroons  | 0   | Detroit Red Wings | 3   |           |
| 29 mars | Detroit Red Wings | 2   | Montreal Maroons  | 1   |           |

Detroit Red Wings vann semifinalserien med 3–0.
Toronto Maple Leafs vs. New York Americans
| Datum   | Hemma               | Mål | Borta               | Mål | Not |
| ------- | ------------------- | --- | ------------------- | --- | --- |
| 28 mars | Toronto Maple Leafs | 3   | New York Americans  | 1   |     |
| 31 mars | New York Americans  | 1   | Toronto Maple Leafs | 0   |     |
| 2 april | Toronto Maple Leafs | 3   | New York Americans  | 1   |     |

Toronto Maple Leafs vann semifinalserien med 2-1.
Detroit Red Wings vs. Toronto Maple Leafs
| Datum    | Hemma               | Mål | Borta               | Mål | Not     |
| -------- | ------------------- | --- | ------------------- | --- | ------- |
| 5 april  | Detroit Red Wings   | 3   | Toronto Maple Leafs | 1   |         |
| 7 april  | Detroit Red Wings   | 9   | Toronto Maple Leafs | 4   |         |
| 9 april  | Toronto Maple Leafs | 4   | Detroit Red Wings   | 3   | sd 0.31 |
| 11 april | Toronto Maple Leafs | 2   | Detroit Red Wings   | 3   |         |

Detroit Red Wings vann finalserien med 3–1.